# TCL Corporation
Pour les articles homonymes, voir TCL.
TCL Technology, initialement Telephone Communication Limited, puis The Creative Life, et anciennement TCL Corporation (SZSE 000100) est un fabricant de matériel électronique du sud de la Chine à Huizhou, province de Guangdong.
TCL produit, entre autres, des téléphones mobiles, des smartphones (notamment sous la marque Alcatel), des téléviseurs et des ordinateurs.

## Histoire
Le groupe d'électronique a été créé en 1985, en vue de fournir le marché chinois en téléviseurs.
À partir de l'an 2000, le groupe commença son développement à l'étranger,.
En 2003, le groupe a notamment racheté la branche téléviseurs de Thomson (incluant les marques RCA et Brandt). La coentreprise a été mise en liquidation en 2006 au profit d'une nouvelle stratégie de développement pour TCL en Europe.
En avril 2004, TCL et Alcatel ont annoncé  la création d'une coentreprise : Alcatel Mobile Phones. TCL a investi 55 millions d'euros dans l'entreprise pour 55 % des parts.
En mai 2005, TCL a annoncé le rachat des 45 % de parts de Alcatel Mobile Phones détenus par Alcatel en échange de l'équivalent de 63,34 millions de dollars de Hong Kong (8,1 millions de dollars américains) en actions de TCL.
À partir de 2007, la branche TCL Multimedia produit également, sous licence, des écrans à cristaux liquides pour Philips. La firme néerlandaise est d'ailleurs actionnaire de TCL Multimédia.
TCL fabrique aussi des batteries pour la marque GoPro, notamment des batteries 1180mAh pour la Hero 3+ Black Edition.
En 2016, TCL a conclu un accord avec BlackBerry Limited pour produire des smartphones sous la marque BlackBerry, sous BlackBerry Mobile. Cet accord a pris fin le 31 août 2020.
En 2019, en raison d'une restructuration, TCL a achevé la cession d'actifs majeurs et a été scindée en TCL Technology Group Corporation (TCL Technology) et TCL Industrial Holdings (TCL Industrials).
En 2020, TCL Technology a acquis les actifs de Samsung Display à Suzhou, en Chine, y compris une usine Gen 8.5 et une usine de modules LCD colocalisée.

## Principales marques détenues
- TCL
- RCA
- Thomson
- Alcatel (téléphonie mobile)
- BlackBerry[16]
- Palm